# Thống Nhất, Thường Tín
Thống Nhất là một xã thuộc huyện Thường Tín, thành phố Hà Nội, Việt Nam.

## Thông tin địa lý
Xã Thống Nhất có diện tích: 4,95 km². Theo Tổng điều tra dân số năm 1999, xã Thống Nhất có dân số 6.258 người.
Xã Thống Nhất nằm ở hữu ngạn sông Hồng. Địa giới hành chính: 
- phía đông giáp các xã Tân Châu và Đông Ninh (huyện Khoái Châu, tỉnh Hưng Yên).
- phía nam giáp các xã Vạn Điểm và xã Văn Tự (huyện Thường Tín).
- phía tây giáp xã Tô Hiệu (huyện Thường Tín).
- phía bắc giáp xã Lê Lợi (huyện Thường Tín).